# Laskowiec (gromada)
Laskowiec – dawna gromada, czyli najmniejsza jednostka podziału terytorialnego Polskiej Rzeczypospolitej Ludowej w latach 1954–1972.
Gromady, z gromadzkimi radami narodowymi (GRN) jako organami władzy najniższego stopnia na wsi, funkcjonowały od reformy reorganizującej administrację wiejską przeprowadzonej jesienią 1954 do momentu ich zniesienia z dniem 1 stycznia 1973, tym samym wypierając organizację gminną w latach 1954–1972.
Gromadę Laskowiec z siedzibą GRN w Laskowcu utworzono – jako jedną z 8759 gromad – w powiecie monieckim w woj. białostockim, na mocy uchwały nr 19/V WRN w Białymstoku z dnia 4 października 1954. W skład jednostki weszły obszary dotychczasowych gromad Laskowiec, Giełczyn, Brzeziny, Zajki, Słomianka, Łazy i Szafranki oraz obszar lasów państwowych N-ctwa Trzcianne o pow. 2620,12 ha ze zniesionej gminy Trzcianne w tymże powiecie. Dla gromady ustalono 19 członków gromadzkiej rady narodowej.
Gromada przetrwała do końca 1972 roku, czyli do kolejnej reformy gminnej.